# Apocalipse 21
Apocalipse 21 é o vigésimo-primeiro capítulo do Livro do Apocalipse (também chamado de "Apocalipse de João") no Novo Testamento da Bíblia cristã. O livro todo é tradicionalmente atribuído a João de Patmos, uma figura geralmente identificada como sendo o apóstolo João. O foco deste capítulo é a Nova Jerusalém.

## Texto
O texto original está escrito em grego koiné e contém 27 versículos. Alguns dos mais antigos manuscritos contendo porções deste capítulo são:
- Codex Sinaiticus (330-360, completo)
- Codex Alexandrinus (400-440, completo)

## Estrutura

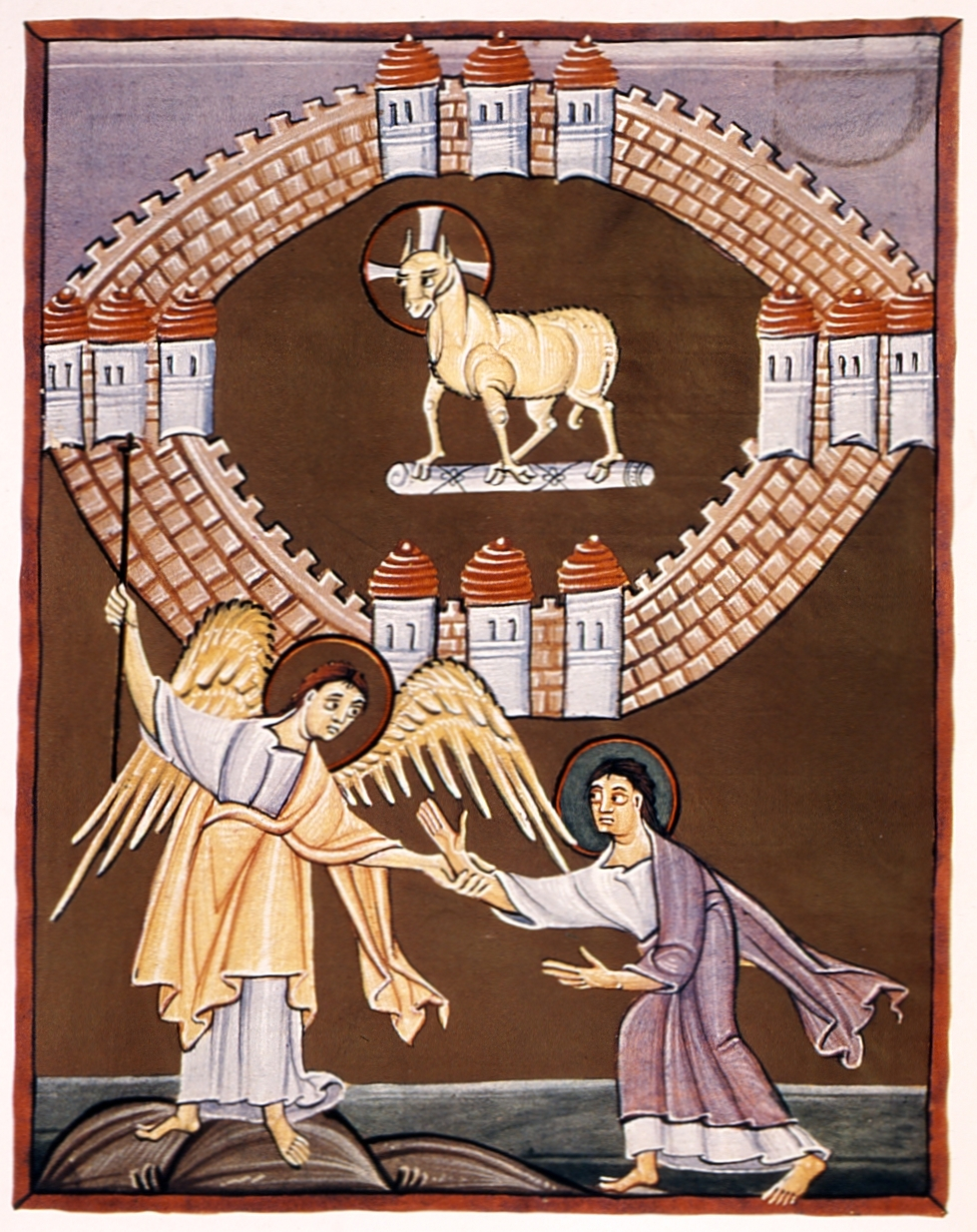
O anjo mostra a João a "Nova Jerusalém"
Iluminura na Bíblia de Bamberg (c. 1000).

Este capítulo pode ser dividido em três seções distintas:
- "Renovação de Todas as Coisas" (versículos 1-8)
- "A Nova Jerusalém" (versículos 9-21)
- "A Glória de Nova Jerusalém" (versículos 22-27)

## Conteúdo

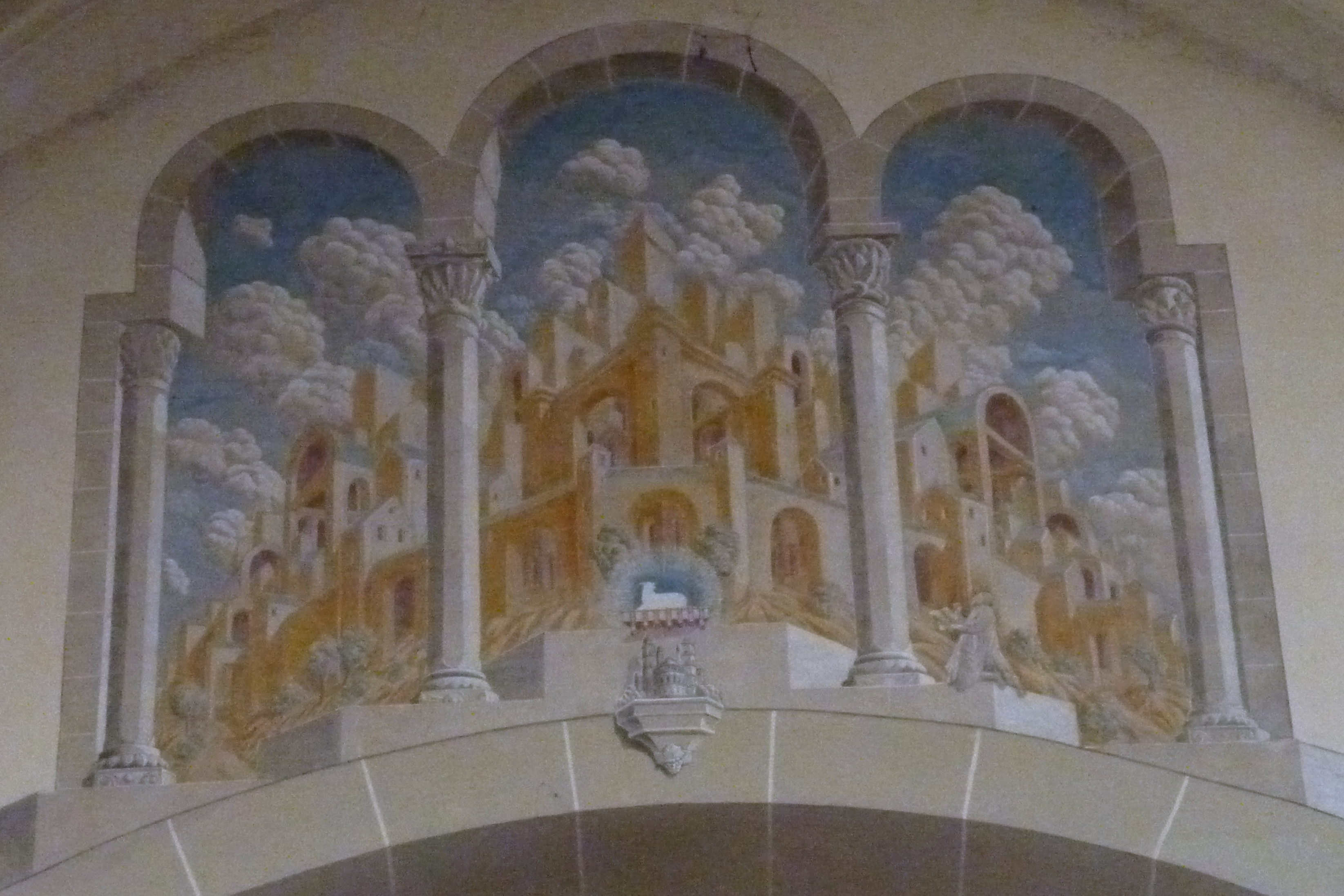
"Nova Jerusalém".
Afresco na Kastorkirche, em Koblenz, Alemanha.

Depois da derrota de Satã em Apocalipse 20, João começa a descrever sua visão da Nova Jerusalém, "preparada como uma noiva adornada para seu noivo". Uma "voz no céu" anuncia o fim dos sofrimentos terrenos e "aquele que estava no trono" (o Cordeiro) anuncia a renovação de todas as coisas e o cumprimento de tudo o que estava escrito, reafirmando-se como o Alfa e o Ômega. A nova cidade será a herança dos vencedores e o lago de fogo, a "segunda morte", será o destino dos que não acreditaram e dos pecadores (Apocalipse 21:1–8).
Um dos sete anjos que despejaram as sete taças em Apocalipse 16 veio ter com João e se ofereceu para mostrar-lhe a Nova Jerusalém. João então descreve em detalhes a cidade, brilhante e suntuosa ("O muro era construído de jaspe, e a cidade era de ouro semelhante a vidro puro"). Nela somente "os que estão escritos no livro da vida do Cordeiro" poderão entrar e ela não terá santuário (o Templo de Jerusalém), pois Deus e o Cordeiro "serão o santuário" e, também por isso, não precisará de sol e nem de lua para se manter iluminada (Apocalipse 21:9–27).